# إيست ماتشياس (مين)
إيست ماتشياس (بالإنجليزية: East Machias, Maine)‏ هي بلدة أمريكية تقع في الولايات المتحدة في مقاطعة واشنطن (مين). يقدر عدد سكانها بـ 1,368 نسمة ومساحتها 103.65 كم2 وترتفع عن سطح البحر 12 متر.

## التركيبة السكانية
قام مكتب تعداد الولايات المتحدة بتحديد بيانات التركيبة السكانية لإيست ماتشياس في تعداد الولايات المتحدة. في ما يلي، التركيبة السكانية حسب تعدادي 2000 و2010.

### تعداد عام 2000
بلغ عدد سكان إيست ماتشياس 1,298 نسمة بحسب تعداد عام 2000، وبلغ عدد الأسر 540 أسرة وعدد العائلات 370 عائلة مقيمة في البلدة. في حين سجلت الكثافة السكانية 36.9 نسمة لكل ميل مربع (14.2/كم2). وبلغ عدد الوحدات السكنية 776 وحدة بمتوسط كثافة قدره 22.0 نسمة لكل ميل مربع (8.5/كم2).
وتوزع التركيب العرقي للبلدة بنسبة 98.84% من البيض و 0.31% من الأمريكيين الأصليين و 0.08% من الأمريكيين ذوي الأصول الآسيوية و 0.77% من عرقين مختلطين أو أكثر.
بلغ عدد الأسر 540 أسرة كانت نسبة 29.4% منها لديها أطفال تحت سن الثامنة عشر تعيش معهم، وبلغت نسبة الأزواج القاطنين مع بعضهم البعض 56.5% من أصل المجموع الكلي للأسر، ونسبة 9.3% من الأسر كان لديها معيلات من الإناث دون وجود شريك، وكانت نسبة 31.3% من غير العائلات. تألفت نسبة 25.7% من أصل جميع الأسر من أفراد ونسبة 11.9% كانوا يعيش معهم شخص وحيد يبلغ من العمر 65 عاماً فما فوق. وبلغ متوسط حجم الأسرة المعيشية 2.89، أما متوسط حجم العائلات فبلغ 2.40.
بلغ العمر الوسطي للسكان 41 عاماً. وكانت نسبة 23.5% من القاطنين تحت سن الثامنة عشر، وكانت نسبة 7.1% بين الثامنة عشر والأربعة وعشرون عاماً، ونسبة 26.3% كانت واقعةً في الفئة العمرية ما بين الخامسة والعشرون حتى والأربعة وأربعون عاماً، ونسبة 27.0% كانت ما بين الخامسة والأربعون حتى الرابعة والستون، ونسبة 16.1% كانت ضمن فئة الخامسة والستون عاماً فما فوق. يوجد لكل 100 أنثى 92.6 ذكر، ويوجد لكل 100 أنثى في الثامنة عشر من عمرها فما فوق 88.8 ذكر.
بلغ متوسط دخل الأسرة في البلدة 28,073 دولار، أما متوسط دخل العائلة فبلغ 32,065 دولار. وكان متوسط دخل الذكور 26,364 دولار مقابل 19,118 دولار للإناث. وسجل دخل الفرد الخاص بالبلدة 13,254 دولار. وكانت نسبة 12.2% من العائلات ونسبة 17.1% من السكان تحت خط الفقر، وكان من هؤلاء نسبة 22.2% تحت سن الثامنة عشر ونسبة 20.4% في الخامسة والستين من العمر وما فوق.

### تعداد عام 2010
بلغ عدد سكان إيست ماتشياس 1,368 نسمة بحسب تعداد عام 2010، وبلغ عدد الأسر 582 أسرة وعدد العائلات 377 عائلة مقيمة في البلدة. في حين سجلت الكثافة السكانية 39.3 نسمة لكل ميل مربع (15.2/كم2). وبلغ عدد الوحدات السكنية 845 وحدة بمتوسط كثافة قدره 24.3 لكل ميل مربع (9.4/كم2).
وتوزع التركيب العرقي للبلدة بنسبة 95.9% من البيض و 0.3% من الأمريكيين الأصليين و 1.7% من الأمريكيين ذوي الأصول الآسيوية و 0.8% من الأمريكيين الأفارقة و 1.3% من عرقين مختلطين أو أكثر.
بلغ عدد الأسر 582 أسرة كانت نسبة 27.0% منها لديها أطفال تحت سن الثامنة عشر تعيش معهم، وبلغت نسبة الأزواج القاطنين مع بعضهم البعض 51.9% من أصل المجموع الكلي للأسر، ونسبة 8.4% من الأسر كان لديها معيلات من الإناث دون وجود شريك، بينما كانت نسبة 4.5% من الأسر لديها معيلون من الذكور دون وجود شريكة وكانت نسبة 35.2% من غير العائلات. تألفت نسبة 27.7% من أصل جميع الأسر من أفراد ونسبة 13.6% كانوا يعيش معهم شخص وحيد يبلغ من العمر 65 عاماً فما فوق. وبلغ متوسط حجم الأسرة المعيشية 2.77، أما متوسط حجم العائلات فبلغ 2.31.
بلغ العمر الوسطي للسكان 44.6 عاماً. وكانت نسبة 19.8% من القاطنين تحت سن الثامنة عشر، وكانت نسبة 8.4% بين الثامنة عشر والأربعة وعشرون عاماً، ونسبة 22.6% كانت واقعةً في الفئة العمرية ما بين الخامسة والعشرون حتى والأربعة وأربعون عاماً، ونسبة 33.1% كانت ما بين الخامسة والأربعون حتى الرابعة والستون، ونسبة 16.2% كانت ضمن فئة الخامسة والستون عاماً فما فوق. وتوزع التركيب الجنسي للسكان بنسبة 48.8% ذكور و51.2% إناث.